# 生検法
生検法（せいけんほう）は、病気の診断や経過予後の判定のために、生体の組織や臓器から材料を採取する方法。採取された組織片や細胞について、病理組織学的検索、電顕的検索などの病理診断を行う。ときに生化学的検索、感染症検査、遺伝子解析などを行う。
- 穿刺針を用いて材料を得る針生検 (needle biopsy) 、外科的に切開して患部組織片を得る方法 (surgical biopsy、切開生検) 、内視鏡で観察して組織片を得る方法等がある。患部が小さいときは生検によって病変全体が取り除かれることもあり、摘出生検 (excisional biopsy) 、摘除生検や核出術 (enucleation) などと呼ばれる。
- 経皮的針生検法では採取部位を明確にするために超音波検査などを併用することもある。針生検の対象となる臓器は主にリンパ節、乳腺、甲状腺、前立腺、肺である。
- 組織試験採取の対象は胸・腹部臓器の他に、皮膚・筋肉・皮下、骨 (骨盤・脊椎) 、眼、耳・鼻 (副鼻腔) 、口腔、咽頭・喉頭、甲状腺、乳腺、直腸、精巣 (精巣上体) 、末梢神経、子宮膣部・内膜などがある。
- 内視鏡下生検法は食道、胃・十二指腸、大腸、気管支・肺などの病変診断のために行われる。なお特殊光を用いた画像強調観察（狭帯域光観察：NBI）を併用した拡大内視鏡検査 (術前内視鏡診断) を行うことにより、通常の内視鏡では発見できないような微小な癌（早期のがんなど）を発見できるようになったので、生検の役割が変わってきている。